# 菊間国家石油備蓄基地

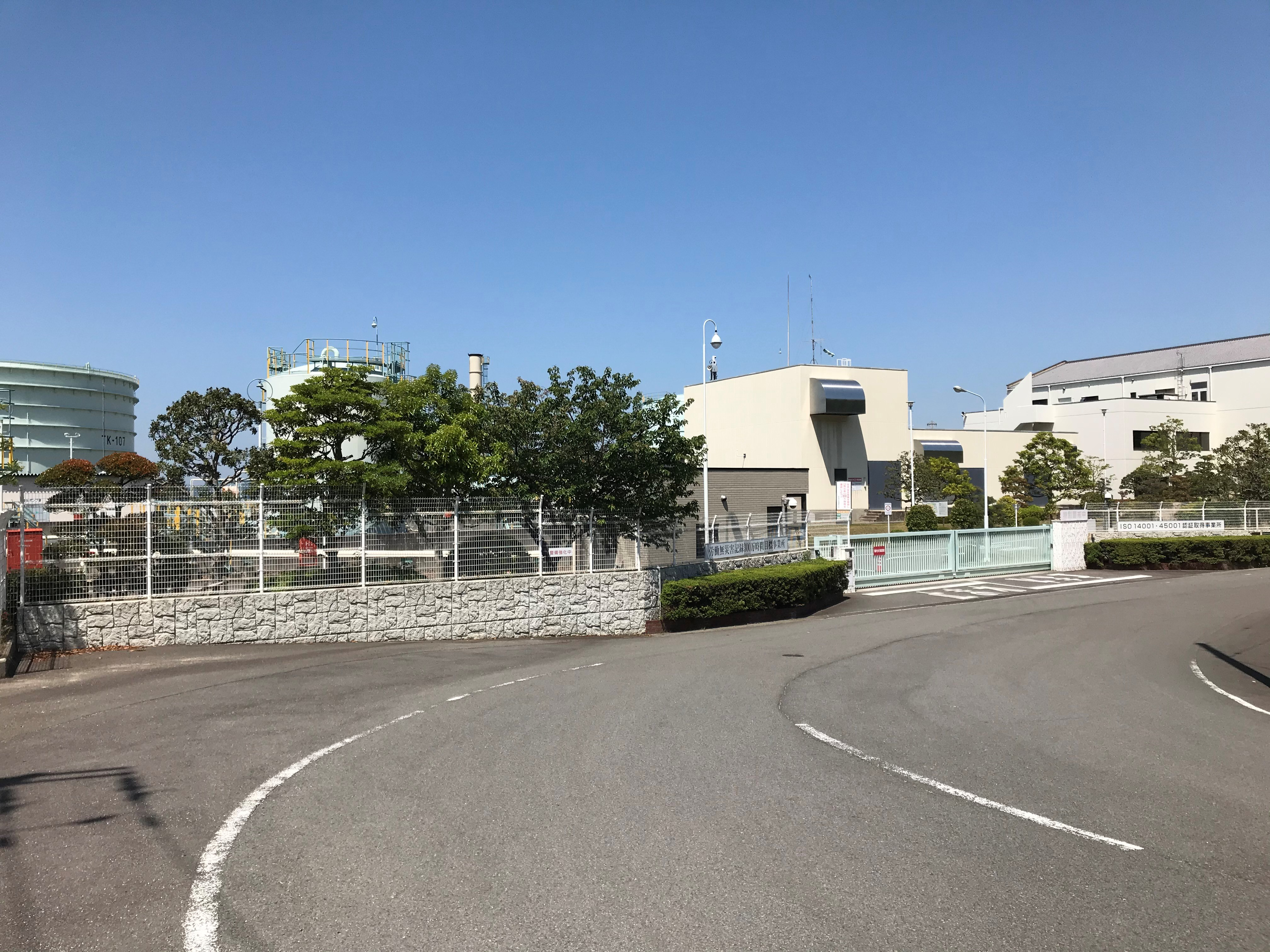
菊間国家石油備蓄基地（正門）

菊間国家石油備蓄基地（きくまこっかせきゆびちくきち）は、愛媛県今治市菊間町にある石油備蓄基地。

## 概要
太陽石油の四国事業所に隣接した場所に立地しており、港湾関連施設を共用している。建設当時は日本地下石油備蓄が管理･所有していたが、2004年に国家石油備蓄が国の直轄事業化に伴い国に移管された。現在は、独立行政法人石油天然ガス・金属鉱物資源機構が所有し、日本地下石油備蓄が操業業務を受託している。
既設の太陽石油に隣接した埋立地に地上部が建設され、丘陵地の地下深い岩盤に貯油施設が建設されている。原油は太陽石油の係留設備に停泊したタンカーからパイプラインを経て、菊間基地の陸上シフトタンクに荷揚げされたのち、地下岩盤タンクに移送されている。岩盤タンクは標高10ｍから70ｍの丘陵地の地下に7本建設され、陸上シフトタンクを含めておよそ150万キロリットルの原油が貯蔵されている。岩盤タンクの建設地点はおよそ9000万年前の堅固な花崗岩地域にあり、海抜マイナス35～65ｍの地下に建設されている。

## 施設概要
- 備蓄容量 - 150万キロリットル
  - 地下岩盤タンク：3ユニット（59.4万KL、74.5 万KL、2.5 万KL）
  - 陸上シフトタンク：3.4万KL×4基

## 沿革
- 1986年
  - 3月 - 立地が決定。
  - 8月 - 日本地下石油備蓄が菊間事業所準備室を菊間町役場内に設置。
- 1987年3月 - 菊間事業所開設。
- 1988年4月 - 菊間基地起工。
- 1989年2月 - 岩盤タンク本体工事に着工。
- 1990年6月 - 陸上シフトタンク本体工事に着工。
- 1991年12月 - 総合管理事務所新築工事に着工。
- 1994年3月 - 菊間基地完成。
- 1995年4月 - 営業運転開始。
- 2004年2月 - 国家石油備蓄基地が国の直轄事業に伴い、国へ移管され「菊間国家石油備蓄基地」に改名。